# Ahora Madrid
«Аора Мадрид» («Теперь Мадрид»; исп. Ahora Madrid) — гражданская платформа народного единства, сформированная как инструментальная партия, чтобы выступать на муниципальных выборах 2015 года в городе Мадрид. Пользуется поддержкой партии «Подемос».
Их целью является слияние различных левых сил испанской столицы. При создании устава организации разработка программы была открыта для всех граждан, и многие предложения были включены в окончательную её версию.
На муниципальных выборах в 2015 году она получила 20 мест в местном парламенте и стала второй по популярности партией после Народной партии, получившей лишь на одно место больше.
Двадцать мест были распределены следующим образом: Мануэла Кармена, Начо Мургуи, Инес Сабанес, Маурисио Вальенте, Рита Маэстр, Пабло Кармона, Марта Хигерас, Пабло Сото, Селия Майер, Хорхе Гарсия Кастаньо, Марта Гомес Лахос, Гильермо Сапата, Ромми Арсе, Карлос Санчес Мато, Монтсеррат Галцеран, Франсиско Перес Рамос, Эстер Гомес, Хавьер Барберо, Йоланда Родригес и Хосе Мануэль Кальво. Мануэла Кармена стала градоначальницей испанской столицы.
К выборам 2019 года её сменила электоральная платформа Más Madrid, организованная Мануэлой Карменой и отколовшимся от «Подемос» Иньиго Эррехоном.